# Biserica „Sfântul Nicolae” - Porcești din Turnu Roșu
Biserica „Sfântul Nicolae” - Porcești din Turnu Roșu este un monument istoric aflat pe teritoriul satului Turnu Roșu, comuna Turnu Roșu.

## Istoric și trăsături
Ctitorii bisericii sunt domnitorul Matei Basarab și doamna Elina, soția sa, prin logofătul Toma Beceriul și fiii, obștea satului la intervențiile ulterioare.
Inițial a fost o biserică-sală, fără accent vertical din zidărie. A fost extinsă cu turn-clopotniță la vest, pe locul altarului originar a fost realizat un naos de plan triconc.
Turnul a fost adăugat în anul 1750, fațada de vest are detaliile specifice pridvoarelor de la sud de Carpați; particularitățile paramentului originar al bisericii au fost continuate și pe fațadele extinderii.
Tabloul votiv de pe latura de nord îl prezintă pe domnitorul Matei Basarab și pe doamna Elina. Deși inițial ctitorie domnească, toate intervențiile ulterioare (turnul-clopotniță și extinderea spre est) au fost făcute prin contribuția directă a membrilor obștii satului.

## Imagini

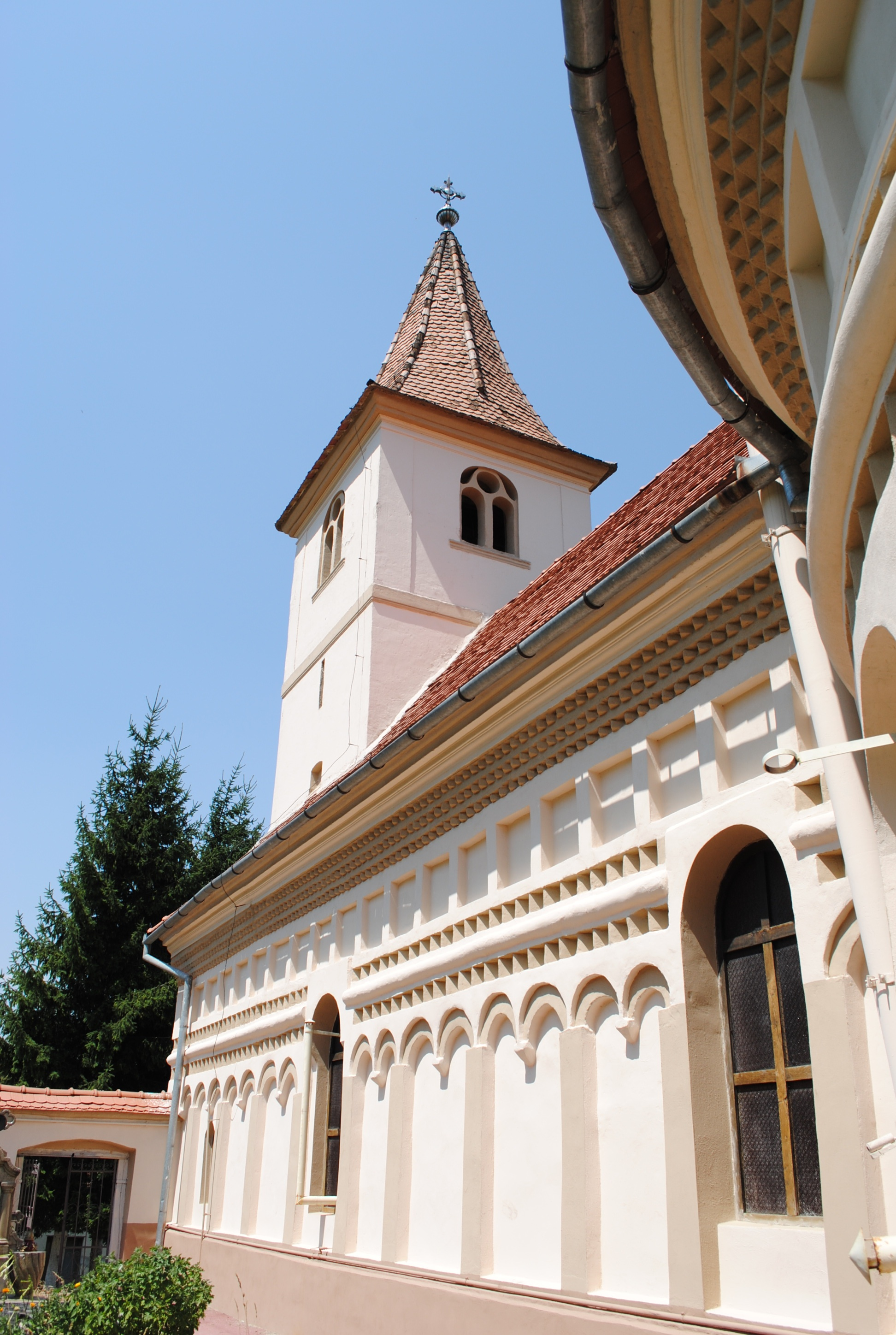
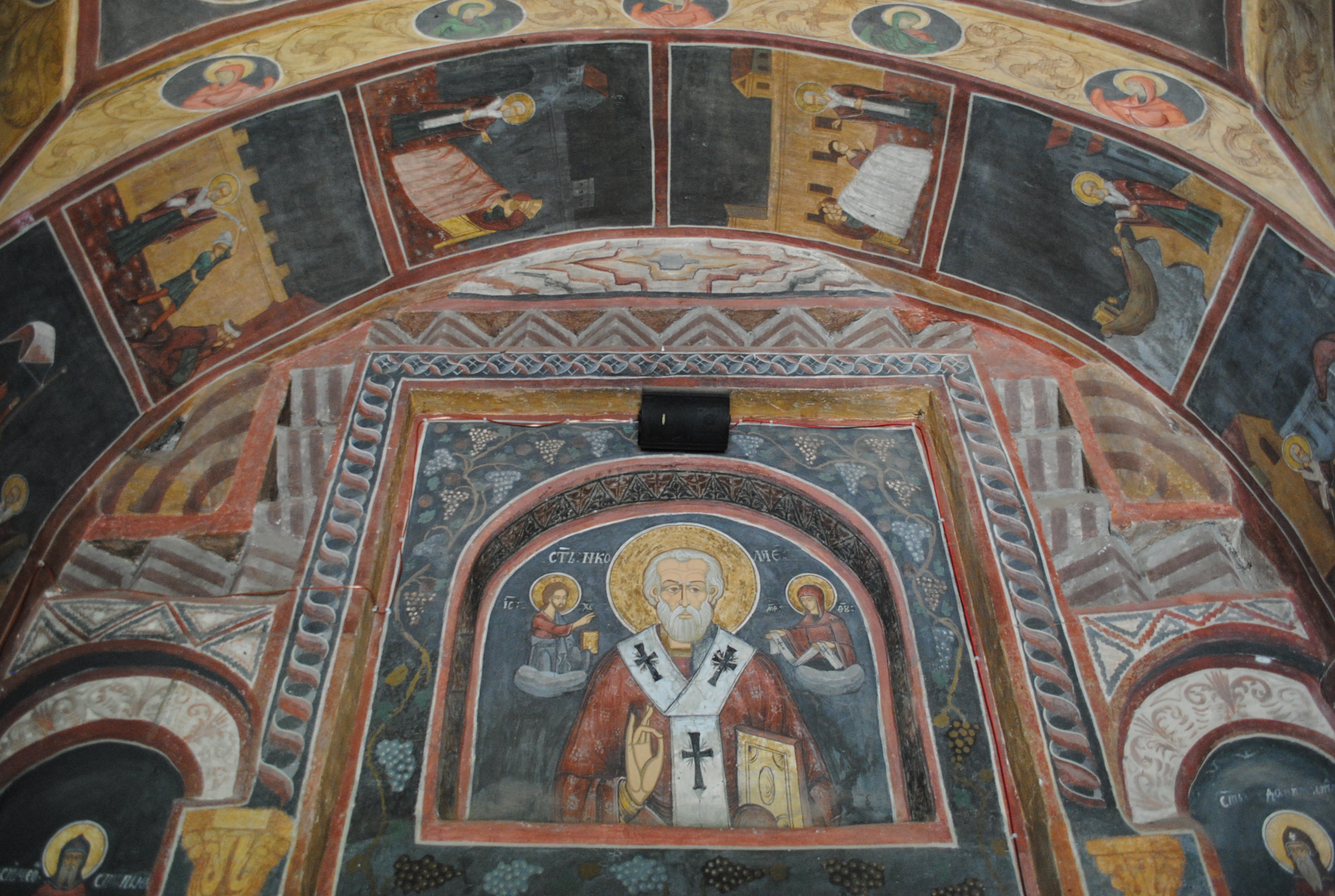
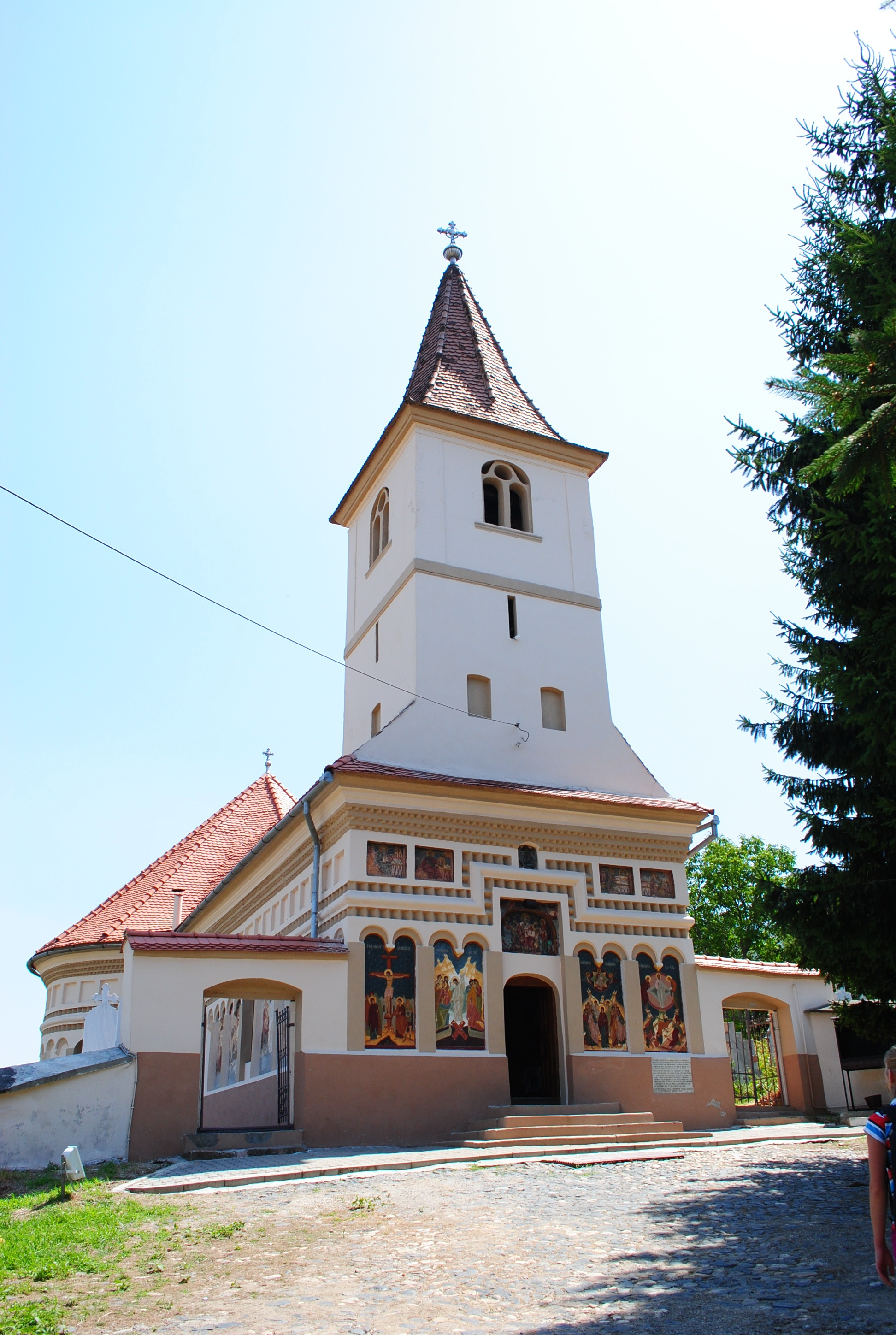
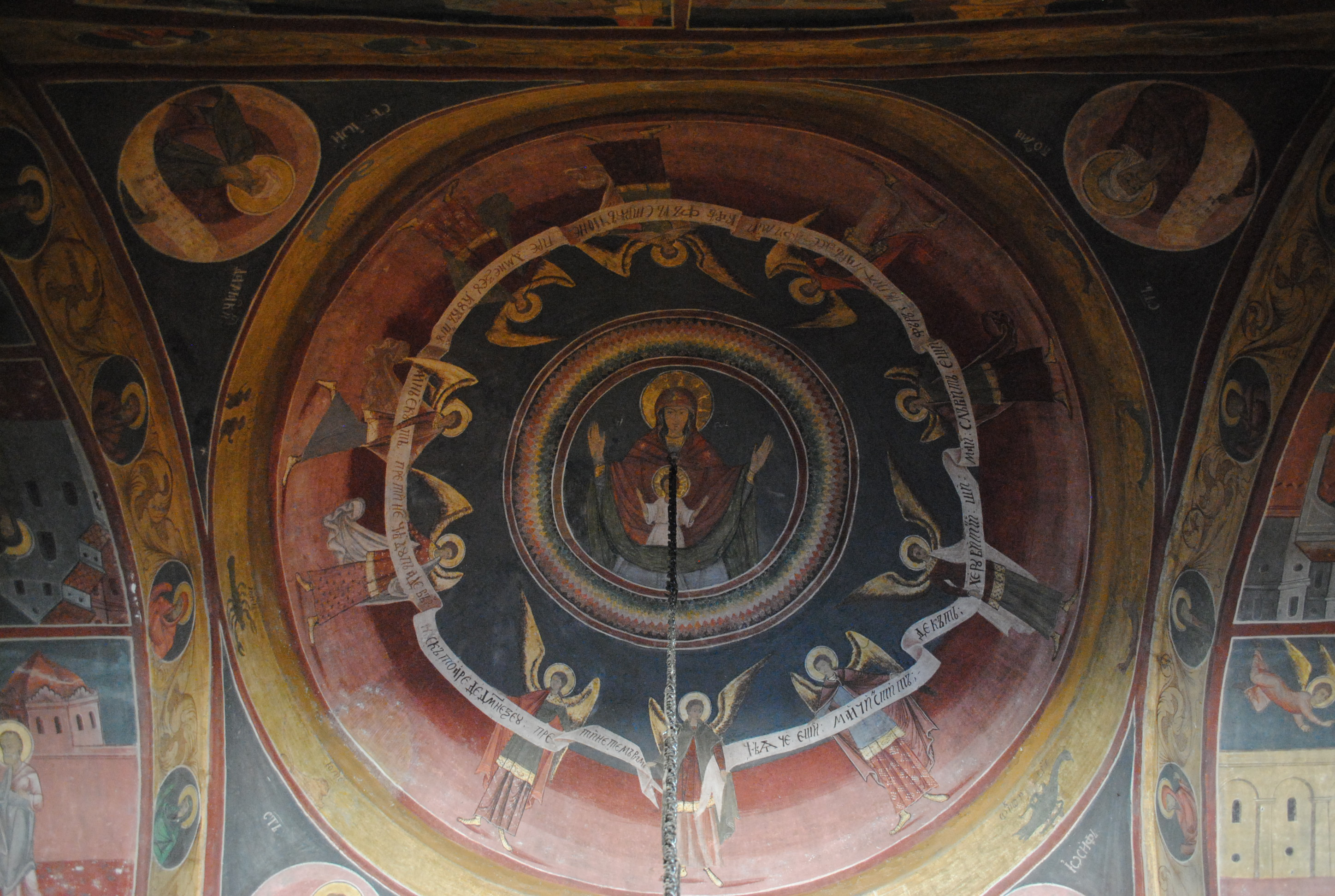
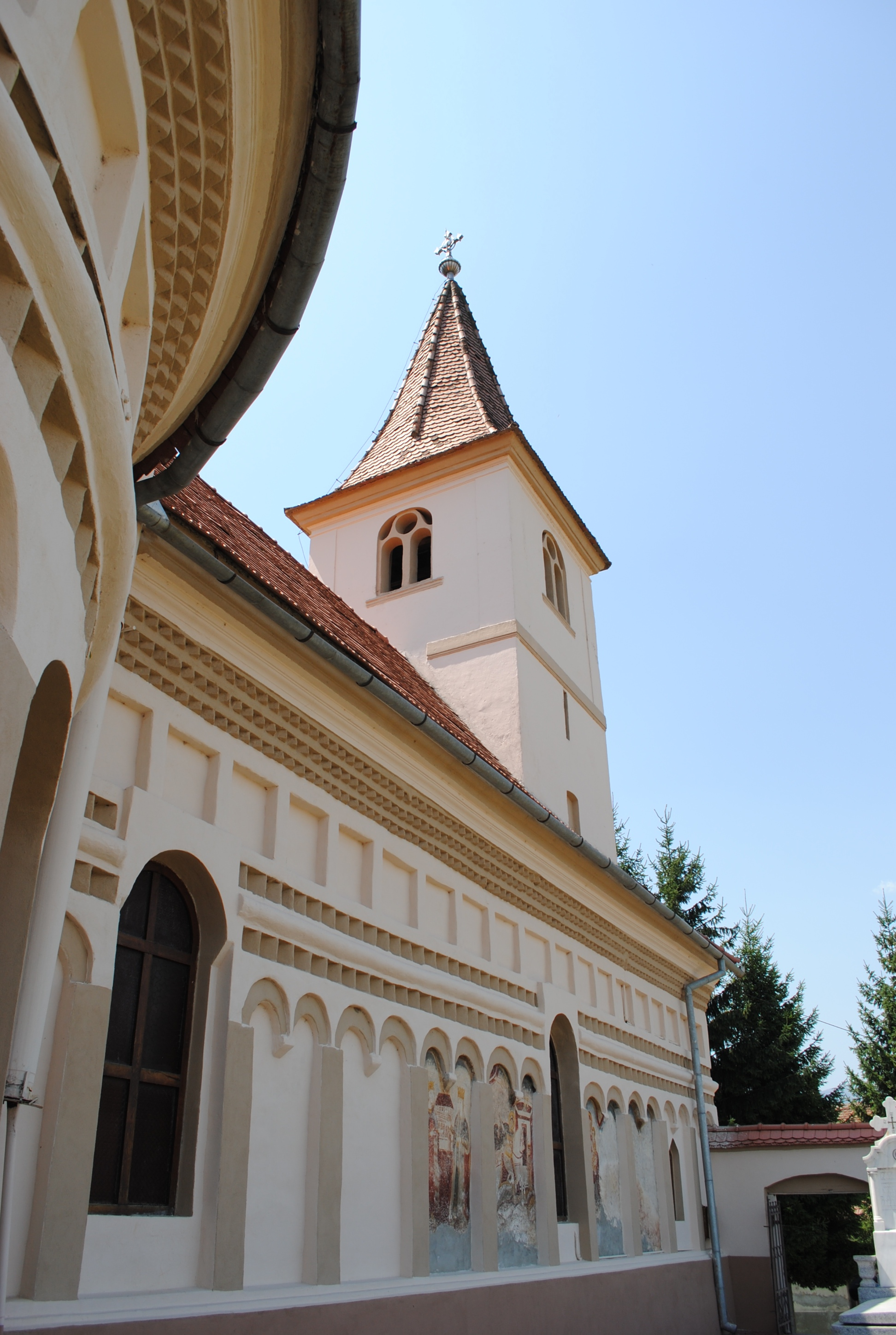